# Neonitis rhodesiae
Neonitis rhodesiae är en skalbaggsart som beskrevs av Gillet 1918. Neonitis rhodesiae ingår i släktet Neonitis och familjen bladhorningar. Inga underarter finns listade i Catalogue of Life.